# L'Élysée de Mitterrand
L'Élysée de Mitterrand est un récit témoignage écrit par deux journalistes Michel Schifres, rédacteur en chef au Journal du dimanche, et Michel Sarazin, chef du service politique de ce même journal. Il est paru en 1986.

## Présentation
Ce livre, L'Élysée de Mitterrand, nous plonge dans la vie quotidienne à l'Élysée pendant la présidence de François Mitterrand. 